# Caliban
Caliban (/ˈkælɪbæn/ KAL-i-ban), filho da bruxa Sycorax, é um personagem central da peça de William Shakespeare, A Tempestade.
O personagem rompeu as fronteiras da obra para se tornar um conceito, como observa Russell Hoban, "Caliban é uma ideia faminta, ele está sempre procurando alguém para anunciar sua existência... Caliban é uma ideia necessária".

## Personagem
Caliban é meio humano, meio monstro. Depois que a ilha onde ele habita é ocupada por Próspero, e sua filha Miranda, Caliban é escravizado. Embora seja referido como calvaluna, ou mooncalf, um monstro sardento, ele é o único habitante humano da ilha que, diferente dos outros, "não é honrado com uma forma humana (Próspero, I.2.283). Em algumas tradições, ele é retratado como um homem selvagem, ou um homem deformado, ou um homem-fera, ou às vezes como uma mistura de peixe e homem, um anão ou mesmo uma tartaruga.
Banida de Argel, Sycorax foi abandonada na ilha grávida de Caliban, e morreu antes da chegada de Próspero. Caliban, apesar de sua natureza desumana, amava e adorava sua mãe, referindo-se a Setebos como o deus dela e apelando por seus poderes contra Próspero. Prospero alega que sua severidade com Caliban se dá porque, depois de inicialmente fazer amizade com ele, Caliban tentou estuprar Miranda. Caliban confirma o ato alegremente, dizendo que se não tivesse sido impedido, ele teria povoado a ilha com a raça dos Calibans - "Tu me impediste, eu tinha povoado outra vez esta ilha com Calibans" (Ato I:II). 

Prospero, então, aprisiona Caliban e o atormenta com magia, exigindo que ele obedecesse suas ordens. Ressentido, Caliban toma Stephano, um dos servos náufragos, como um deus e seu novo mestre. Caliban descobre que Stephano não é um deus igual a Próspero, no fim da peça, e concorda em obedecer a Próspero novamente.
Be not afeard; the isle is full of noises

Sounds, and sweet airs, that give delight and hurt not.

Sometimes a thousand twangling instruments

Will hum about mine ears; and sometime voices

That, if I then had waked after long sleep,

Will make me sleep again; and then in dreaming,

The clouds me thought would open, and show riches

Ready to drop upon me, that when I waked

I cried to dream again.

## Nome

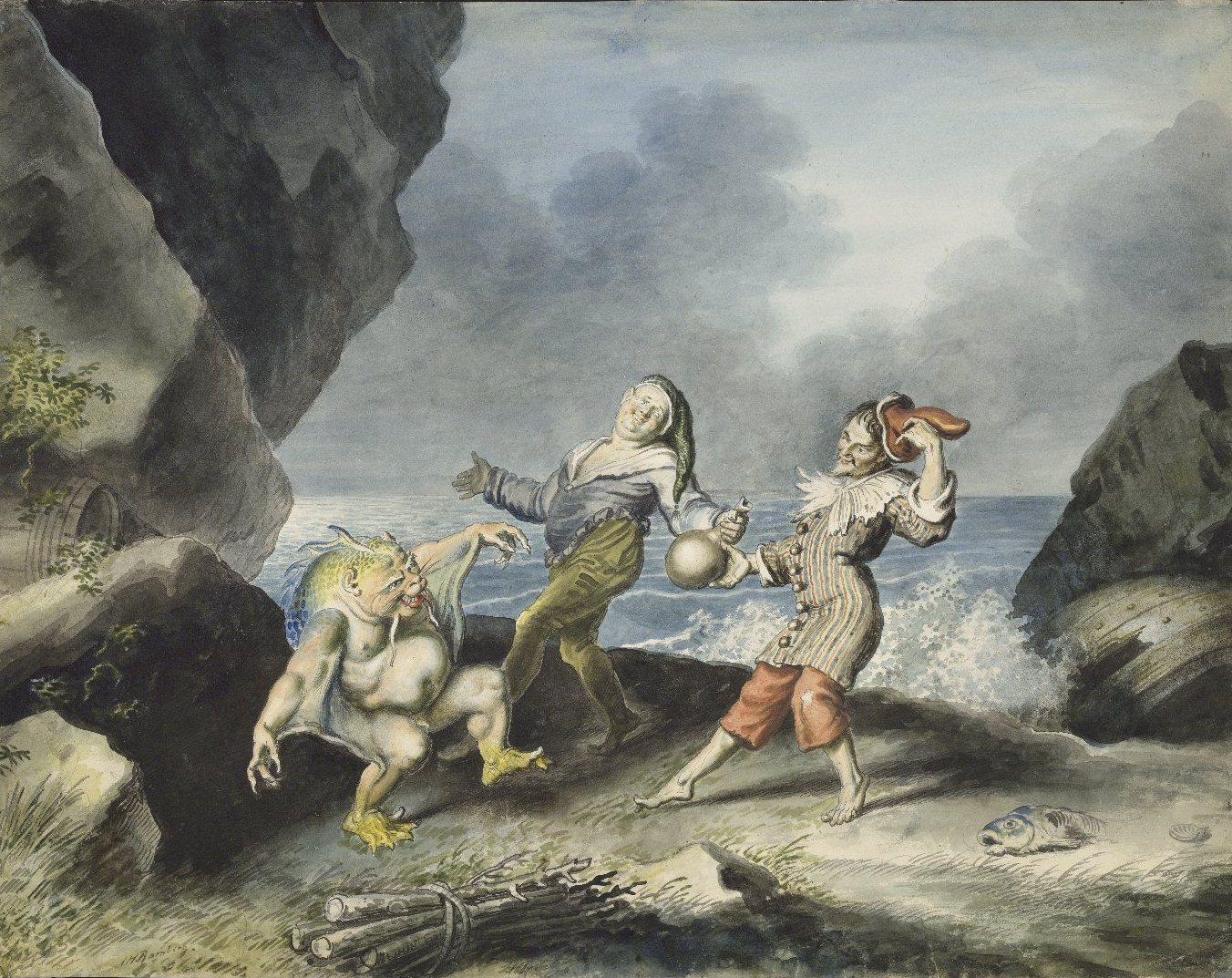
Caliban, Stephano e Trínculo dançando.

Há diversas especulações sobre a origem ou derivação do nome Caliban.
Uma das sugestões mais comentada argumenta que Caliban seria um anagrama da palavra espanhola caníbal (usada para se referir aos índios Caraíbas), origem de cannibal, em inglês. O personagem pode ser visto como uma sátira ao "Noble canibal", dos Ensaios de Montaigne (A.30, "Of Cannibals").
Também popular tem sido a comparação com kaliban ou cauliban, na língua Romani, que significa preto, ou com negritude. O primeiro Romanichal chegara à Inglaterra um século antes da época de Shakespeare.
Desde 1889, existe a sugestão de que Shakespeare nomeou Caliban após a cidade tunisiana Calibia (agora chamada Kelibia), surgir em mapas do Mar Mediterrâneo, datados de 1529.
Muitas outras sugestões da origem do nome, embora menos notáveis, foram feitas, principalmente no século XIX, como uma palavra árabe para "cão vil", um Kalee-ban hindu "sátiro de Kalee, o hindu Proserpine"; como vinda do alemão Kabeljau ("bacalhau"), entre outras.

## Interpretações Notáveis

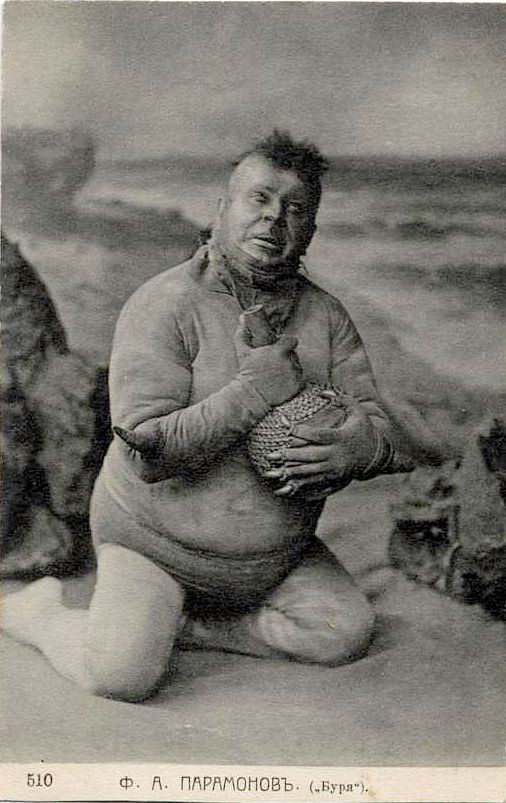
Fyodor Paramonov como Caliban, em A Tempestade, encenada no Maly Theatre, em 1905.

- Ralph Richardson interpretou Caliban no rádio, em uma produção do Programa Nacional da BBC de 1933.
- Na adaptação para a televisão do Hallmark Hall of Fame de 1960, Caliban foi interpretado por Richard Burton.
- Na versão da Marlowe Dramatic Society And Professional Players, de 1960 (Argo Records, 216-218), Caliban é interpretado por Patrick Wymark.
- Na produção da Royal Shakespeare Company (RSC), de 1963, Caliban foi interpretado por Roy Dotrice.
- Na gravação da Shakespeare Recording Society, de 1964 (Caedmon Records, SRS 201), Caliban é interpretado por Hugh Griffith.
- Na produção da BBC Radio 3, de 1974, Caliban é interpretado por Patrick Stewart.
- Na produção da RSC, de 1978, dirigida por Clifford Williams, Caliban foi interpretado por David Suchet.
- Na adaptação cinematográfica de Derek Jarman, de 1979, Caliban é interpretado por Jack Birkett.
- Na adaptação da BBC Television, de 1980, Caliban foi encenado por Warren Clarke.
- Na produção da RSC, de 1982, Caliban foi interpretado por Bob Peck.
- Caliban aparece como o selvagem e lascivo grego Kalibanos (interpretado por Raúl Juliá), na adaptação cinematográfica de Paul Mazursky, Tempest (1982).
- Na produção da Bard Productions, de 1983, Caliban foi interpretado por William Hootkins.
- No filme Prospero's Books, de Peter Greenaway, de 1991, Caliban foi interpretado pelo dançarino escocês Michael Clark.
- Em 1990, dirigido por Peter Brook e estreando no teatro Bouffes-du-Nord, David Bennett interpretou Caliban.
- Na versão animada, de 1992, Caliban foi dublado por Alun Armstrong.
- David Troughton interpretou Caliban na produção da RSC, de 1993.
- Na produção da RSC, de 1998, Caliban foi interpretado por Robert Glenister.
- Caliban aparece como o "Gator Man", residente no pântano (interpretado por John Pyper-Ferguson) no filme para televisão de Jack Bender, de 1998, The Tempest (ambientado no Mississippi durante a Guerra Civil Americana).
- Na produção da RSC, de 2000, Caliban foi interpretado por Zubin Varla.
- Adrian Herrero dançou como Caliban na adaptação coreográfica de A Tempestade (em espanhol: La Tempestad), pelo Ballet Contemporáneo do Teatro General San Martín, em Buenos Aires, Argentina, em 2008.
- Na produção da RSC, de 2009, Caliban foi interpretado por John Kani.
- Na adaptação cinematográfica de Julie Taymor, de 2010, Caliban é interpretado por Djimon Hounsou.
- Na produção feminina de Donmar Warehouse, de Phyllida Lloyd, em 2017, ambientada em uma prisão feminina e interpretada por suas presidiárias, Caliban foi interpretada por Sophie Stanton.
- Na produção do Round House Theatre, de 2023, codirigida por Teller e Aaron Posner, Caliban foi interpretado por Hassiem Muhammad e Ryan Sellers.

## Citações
No prefácio de 1844 à sua obra principal, O mundo como vontade e representação, o filósofo Schopenhauer refere-se a Hegel como um "Caliban espiritual".
O poema de Robert Browning, de 1864 "Caliban upon Setebos", retrata Caliban especulando sobre a natureza de Setebos, o deus em que ele acredita.
No ensaio Ariel, de 1900, do escritor uruguaio José Enrique Rodó, Caliban é o antagonista.
No filme Clash of the Titans (1981), o antagonista é um personagem baseado em Caliban, nomeado Kalibos, o filho malvado da deusa do mar Thetis, um homem bonito transformado por Zeus em um monstro, como punição por sua malevolência.
Durante a Segunda Guerra Mundial, a divisão belga SAS realizou a “Operação Caliban”. Seu objetivo era empregar procedimentos de busca e destruição em linhas ferroviárias dentro da Bélgica ocupada pela Alemanha nazista.
No filme de ficção científica Planeta Proibido, de 1956, Caliban é retratado como "o Monstro do Id", um monstro selvagem e violento que é invisível a olho nu. O monstro nasceu do subconsciente do personagem Próspero, Dr. Morbius, usando a tecnologia avançada dos Krell. Como Caliban, o monstro se rebela e tenta matar seu mestre.
No romance de John Fowles, O Colecionador, de 1963, Miranda refere-se a seu sequestrador como Caliban.
No romance de J. G. Ballard, de 1965, The Drought, Lomax se refere a Quilter como seu Caliban.
No filme Doutor Jivago, de 1965, durante a cena em que Victor Komarovsky convence Jivago a permitir que ele resgate Lara, levando-a para Vladivostok, Komarovsky refere-se a si mesmo como um Caliban: "Você aceita a proteção deste ignóbil Caliban, em quaisquer termos que Caliban se importe?"
Em 1968, organizado de forma não convencional por Peter Brooks e a RSC, o personagem Caliban foi expresso por meio da violência e da homossexualidade, apelidado de “experimento” de Peter's Brooks.
Caliban foi o personagem central do rock balé de  James Clouser, Caliban, uma adaptação de 90 minutos de A Tempestade que foi encenada com apresentações ao vivo da banda St. Elmo's Fire. O rock balé foi apresentado em Houston, Dallas e Chicago, em 1976 e 1977.
Caliban é o nome de um personagem dos quadrinhos da Marvel. Ele é um mutante albino que vive no subsolo com os Morlocks.
No filme sueco, de 1989, The Journey to Melonia, uma animação inspirada em A Tempestade, há um personagem chamado Caliban, uma criatura cujo rosto consiste principalmente de vegetais. Este Caliban é gentil de coração e até se torna um herói mais tarde no filme.
Caliban é o personagem central em duas obras de ficção que se comportam tanto como recontagens quanto como sequências de A Tempestade: Caliban's Hour, de Tad Williams (HarperCollins, 1994, ISBN 978-0061054136) e Rough Magic de Caryl Cude Mullin (Second City Press, 2009, ISBN 978-1897187630). Na duas obras, Caliban é um personagem mais nobre, sendo apresentado mais como a vítima de Próspero do que como o vilão da peça de Shakespeare.
Caliban é apresentado como antagonista na duologia Ilium / Olympos, de Dan Simmons (2003, 2005).
A série Cal Leandros, de Rob Thurman, publicada pela primeira vez em 2006, gira em torno de Caliban "Cal" Leandros, um híbrido meio humano, meio Auphe (um monstro horrepilante), que mata monstros por diversão e dinheiro em Nova York, com seu irmão humano e seus desprezíveis coorte. Cal luta pelo controle todos os dias contra sua metade monstro, utilizando sarcasmo e humor negro.
A Guerra de Caliban é o título do segundo romance da série A Expansão, uma ópera de James S. A. Corey.
A cerimônia de abertura dos Jogos Olímpicos de Verão de 2012 (dirigida por Danny Boyle), intitulada Isles of Wonder, foi fortemente influenciada por A Tempestade. A música tocada durante a cerimônia de acendimento da tocha olímpica foi intitulada "Caliban's Dream", e o monólogo de Caliban, do Ato 3, Cena II, foi enunciado por Kenneth Branagh, interpretando o personagem Isambard Kingdom Brunel, no início da cena sobre a Revolução Industrial. "And I Will Kiss", o título de outra música especialmente encomendada para a cerimônia, também é uma citação de A Tempestade (2:2:148-149). Essas duas músicas também fizeram parte da trilha sonora oficial da cerimônia. A cerimônia de encerramento dos Jogos Olímpicos de Verão de 2012 também contou com a recitação do mesmo monólogo, desta vez por Timothy Spall interpretando Winston Churchill.
No prefácio de O Retrato de Dorian Gray (1890), Oscar Wilde, reflete: "A antipatia do século XIX pelo Realismo é a fúria de Caliban ao ver seu próprio rosto em um espelho. A antipatia do século XIX pelo Romantismo é a raiva de Caliban por não ver seu próprio rosto em um espelho."
Na série The Chilling Adventures of Sabrina, Caliban é um príncipe do Inferno competindo pelo trono de Sabrina, e foi interpretado por Sam Corlett.
No cenário do jogo de mesa Warhammer 40.000, Caliban é o nome de um planeta cheio de grandes florestas habitadas por monstros devoradores de homens.
No livro Ilium, Caliban é uma entidade humana destrutiva e poderosa que traí a quem serve.
No videogame Warframe, foi introduzido um personagem chamado Caliban, em sua atualização "The New War".
No videogame Destiny 2, a Mão de Caliban é uma armadura exótica relacionada à energia solar, adicionada em 23 de maio de 2022.

## Ligações Externas
- Caliban at Sunset, um poema de P. G. Wodehouse.
- "Caliban Upon Setebos, um poema de Robert Browning.
- Shakespeare Birthplace Trust - lista de produções RSC anteriores.